# Stjepan Lončar
Stjepan Lončar (phát âm tiếng Serbia-Croatia: [stjêpaːn lǒntʃaːr]; sinh 10 tháng 11 năm 1996) là một cầu thủ bóng đá Bosnia và Herzegovina thi đấu cho Giải vô địch bóng đá Croatia câu lạc bộ Rijeka ở vị trí tiền vệ.

## Thống kê sự nghiệp

### Câu lạc bộ
Tính đến ngày 21 tháng 3 năm 2021
| Câu lạc bộ          | Mùa giải            | Giải đấu               | Giải đấu | Giải đấu | Cúp quốc gia | Cúp quốc gia | Châu lục | Châu lục | Tổng cộng | Tổng cộng |
| Câu lạc bộ          | Mùa giải            | Hạng                   | Trận     | Bàn      | Trận         | Bàn          | Trận     | Bàn      | Trận      | Bàn       |
| ------------------- | ------------------- | ---------------------- | -------- | -------- | ------------ | ------------ | -------- | -------- | --------- | --------- |
| Široki Brijeg       | 2016–17             | Bosnian Premier League | 23       | 0        | 7            | 0            | 0        | 0        | 30        | 0         |
| Široki Brijeg       | 2017–18             | Bosnian Premier League | 25       | 3        | 4            | 1            | 4        | 0        | 33        | 4         |
| Široki Brijeg       | Tổng cộng           | Tổng cộng              | 48       | 3        | 11           | 1            | 4        | 0        | 63        | 4         |
| Rijeka              | 2018–19             | 1. HNL                 | 27       | 2        | 4            | 1            | 0        | 0        | 31        | 3         |
| Rijeka              | 2019–20             | 1. HNL                 | 31       | 4        | 5            | 1            | 4        | 1        | 40        | 6         |
| Rijeka              | 2020–21             | 1. HNL                 | 22       | 2        | 2            | 0            | 8        | 1        | 32        | 3         |
| Rijeka              | Tổng cộng           | Tổng cộng              | 80       | 8        | 11           | 2            | 12       | 2        | 103       | 12        |
| Tổng cộng sự nghiệp | Tổng cộng sự nghiệp | Tổng cộng sự nghiệp    | 128      | 11       | 22           | 3            | 16       | 2        | 166       | 16        |

### Quốc tế
Tính đến ngày 27 tháng 3 năm 2021
| Đội tuyển quốc gia   | Năm       | Trận | Bàn |
| -------------------- | --------- | ---- | --- |
| Bosna và Hercegovina |           |      |     |
| 2018                 | 2         | 0    |     |
| 2019                 | 2         | 0    |     |
| 2020                 | 4         | 0    |     |
| 2021                 | 1         | 0    |     |
| Tổng cộng            | Tổng cộng | 9    | 0   |